# Стрікленд
Стрікленд (англ. Strickland) — річка на острові Нова Гвінея. Річка протікає по території Західної провінції Папуа Нової Гвінеї. Впадає в річку Флай, що є другою за довжиною, після річки Сепік, річкою цієї країни.

## Географія
Початок річки знаходиться в Центральному Хребті на висоті приблизно 3000 м. Тече в південному, а потім в південно-західному напрямі, впадаючи в річку Флай, є її найбільшим припливом.
Пангерське золотоносне родовище, що розробляється компанією Barrick Gold, знаходиться недалеко від річки Стрікленд. Розробка цього кар'єра викликала сильні протести населення та екологічних організацій, особливо після того як з 1992 року компанія звалювала всі відходи, включаючи терикон, в річку.